# Anbár kormányzóság

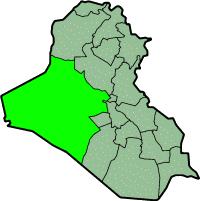
Anbár kormányzóság elhelyezkedése Irakban

El-Anbár kormányzóság (arab betűkkel محافظة الأنبار [Muḥāfaẓat al-Anbār]) Irak 18 kormányzóságának legnagyobbika az ország nyugati részén. Északon Szíria és Ninive kormányzóság, északkeleten Szaláh ed-Dín, keleten Bagdad, Bábil és Kerbela, délkeleten Nedzsef kormányzóság, délnyugaton Szaúd-Arábia, nyugaton pedig Jordánia határolja. Székhelye er-Ramádi. Területe 137 808 km².

## Közigazgatási beosztása
Anbár kormányzóság 8 kerületre (kadá) oszlik. Ezek: Abu Gurajb, Ána, Fallúdzsa, el-Hadísza, Hít, al-Káim, er-Ramádi, er-Rutba. 

## Fordítás
Ez a szócikk részben vagy egészben  a(z)   محافظة الأنبار című arab Wikipédia-szócikk fordításán alapul.  Az eredeti cikk szerkesztőit annak laptörténete sorolja fel. Ez a jelzés csupán a megfogalmazás eredetét és a szerzői jogokat jelzi, nem szolgál a cikkben szereplő információk forrásmegjelöléseként.